# Чёрный треугольник (фильм)
«Чёрный треугольник» — советский трёхсерийный телевизионный художественный фильм 1981 года режиссёра Сергея Тарасова, исторический детектив по одноимённому роману Юрия Кларова.

## Сюжет
В январе 1918 года произошло одно из самых громких преступлений первых лет Октябрьской революции — ограблена Патриаршая ризница Московского Кремля. Расследование ведётся молодой советской милицией — комиссаром Косачевским (Константин Григорьев) и экс-чиновником московской Сыскной полиции Бориным (Анатолий Ромашин). Но уникальные бриллианты и иконные оклады будто сквозь землю провалились. У следователей есть лишь одна ниточка — оброненная кем-то под окнами ризницы шкатулка с родовым гербом Мессмеров...

## В ролях
- Константин Григорьев — Леонид Борисович Косачевский (прототип Карл Гертович Розенталь, большевистский комиссар)
- Анатолий Ромашин — Виталий Олегович Борин (прототип Карл Петрович Маршалк, до февраля 1917 года начальник московской сыскной полиции, затем начальник московской уголовной милиции)
- Жанна Болотова — анархистка Роза Штерн
- Ольга Барнет — Кэт
- Леонид Кулагин — барон Василий Мессмер
- Альгимантас Масюлис — ювелир Фёдор Карлович Кербель
- Борис Химичев — архимандрит Димитрий
- Юрий Смирнов — матрос Волжанин, сотрудник угрозыска
- Виктор Чеботарёв — Виктор Сухов, сотрудник угрозыска
- Алексей Миронов — Филимон Парфентьевич Артюхин
- Борис Хмельницкий — анархист Ритус
- Всеволод Сафонов — профессор Дмитрий Степанович Карташов
- Николай Дупак — Рычалов, председатель Московской милиции (озвучивал Вячеслав Шалевич)
- Антанина Мацкявичюте — Матильда Карловна, сестра Фёдора Карловича
- Юрий Дубровин — Пушок
- Михаил Погоржельский — генерал Мессмер, отец Василия Мессмера
- Леонид Марков — уголовный авторитет Никита Африканыч Махов
- Семён Соколовский — Муратов, лидер анархистов
- Геннадий Юхтин — Анатолий Фёдорович Глазуков

### В эпизодах
- Виктор Борисов — анархист Семён
- Вацлав Дворжецкий — митрополит Антоний (Храповицкий)
- Степан Крылов — протоиерей Иоанн (Восторгов)
- Олег Фёдоров — монах
- Валентин Кулик — корреспондент «Русских ведомостей»
- Владимир Привалов — Бикетов, бывший статский советник
- Владимир Пицек — граф Алсуфьев
- Надежда Репина — проститутка
- Станислав Хитров — архиерей
- Павел Винник — Павел Васильевич
- Картлос Марадишвили — грузинский князь
- Олег Измайлов — Михаил Арставин
- Георгиос Совчис — Лёша Воловин
- Юрий Чекулаев
- Маргарита Сердцева — горничная
- Харий Швейц — Ахмед, охранник-татарин
- Владимир Акимов — ротмистр Грибов
- Анатолий Абрамов — анархист Галицкий
- Эдуард Володарский — Дмитрий Феоктистович Прилетаев, «Утюг» (прототип — Д. Полежаев)
- Геннадий Чулков — Константин Феоктистович Прилетаев, «Матрос» (прототип — К. Полежаев)
- Алексей Коняшин — анархист
- Олег Савосин — Савелий Николаевич Чуркин, «Паук»
- Геннадий Ялович — Гоша Челим, бильярдист
- Сергей Мигицко
- Владимир Фирсов — тапёр
- Николай Сморчков — милиционер-столяр